# واق القرفة
واق القرفة (باللاتينية: Ixobrychus cinnamomeus) ويسمى أيضاً واق الكستناء هو طير من الواقيات يعيش في المناطق الاستوائية والمدارية في جنوب شرق قارة آسيا ويتواجد في إندونيسيا وشرق الهند والصين بشكل أساسي، ويهاجر لفترات قصيرة إلى الشمال، يعتبر من الطيور الصغيرة حيث يبلغ طوله 38 سم ويتغذى هذا الطير على الحشرات والأسماك والضفادع ويتواجد غالباً باللون البُني والأحمر.